# Anna Zöllig
Anna Zöllig (* 16. September 1991) ist eine Schweizer Fernseh- und Radiomoderatorin.

## Leben
Seit 2015 arbeitet Anna Zöllig für das Kinderangebot SRF Kids. Sie war in verschiedenen Videoformaten als Moderatorin zu sehen, darunter «Anna erfüllt Wünsche» und «Meine Frage an …». Zudem moderierte sie «SRF Kids» auf Radio SRF 1. Im April 2023 stiess sie zum Moderations-Team der «SRF Kids News». Seit 2023 moderiert sie ausserdem die Gameshow «SRF Kids - Next Level», in der Schulklassen gegeneinander in Challenges antreten.
Seit 2019 moderiert Zöllig auch auf Radio SRF 3.
Anna Zöllig ist in Winterthur aufgewachsen, wo sie bis heute lebt.